# Ruggero Bernardo II di Castelbon
Ruggero Bernardo II di Castelbon; in catalano Roger Bernat II de Castellbò e in francese Roger-Bernard IV de Foix-Castelbon (1335 circa – 1381) fu Visconte di Castelbon e signore di Moncada, dal 1350, alla sua morte.

## Origine
Ruggero Bernardo, sia secondo Pierre de Guibours, detto Père Anselme de Sainte-Marie o più brevemente Père Anselme, che secondo la Chroniques romanes des comtes de Foix era l'unico figlio maschio legittimo del Visconte di Castelbon e signore di Moncada, Ruggero Bernardo I e della moglie, Costanza de Luna Signora di Segorbe, Paterna, La Puebla de Vallbona, El Alton Mijares, figlia di Artal de Luna e della moglie, Constanza Pérez de Aragón Signora di Segorbe, e sorella di Lopez, conte di Luna, secondo Père Anselme.
Ruggero Bernardo I di Castelbon, sia secondo Père Anselme, che secondo la Chroniques romanes des comtes de Foix era il figlio maschio secondogenito del conte di Foix, Visconte di Castelbon, Coprincipe di Andorra, Visconte consorte di Béarn e Visconte di Marsan, Gastone I e della moglie, Giovanna d'Artois, che, come ci conferma il Chronicon Guillelmi de Nangiaco, era la figlia di Filippo d'Artois, figlio del conte di Artois, Roberto II e di Bianca di Bretagna, figlia del Duca di Bretagna e conte di Richmond, Giovanni II; la madre di Bianca era Beatrice d'Inghilterra, figlia del re d'Inghilterra, Edoardo III e della moglie, Eleonora di Provenza.

## Biografia
Di Ruggero Bernardo non si hanno molte notizie. Succedette al padre, Ruggero Bernardo I, verso il 1350, sotto la reggenza della madre, Costanza; infatti suo padre, il 24 marzo 1350, aveva redatto il proprio testamento in cui cita tutti i suoi familiari ancora in vita: la madre, Giovanna, la moglie, Costanza, le due figlie, Margherita e Bianca, il figlio legittimo, Ruggero Bernardo, la nuora ed il nipote, Gastone Febo, conte di Foix, figlio del defunto fratello, Gastone II, già conte di Foix.
Nel 1353, alla morte della madre, prende possesso della viscontea, e dalla lettera di conferma del re d'Aragona, Pietro IV il Cerimonioso, ci viene confermato che Ruggero Bernardo aveva un'età compresa tra i 14 ed i 20 anni.
Nel novembre del 1361, Ruggero Bernardo aveva fatto testamento citando la figlia Isabella, quale sua erede in caso non fosse nato nessun figlio maschio.
Secondo Père Anselme, Ruggero Bernardo aveva preso parte alle guerre di Reconquista, negli anni 1356, 1357, 1363 e 1374.
Alla morte di Ruggero Bernardo, nel 1381, gli succedette il figlio, Matteo

## Matrimonio e discendenza
Ruggero Bernardo aveva sposato nel 1350 circa Gerarde di Navailles, Signora di Navailles e Sault, figlia di Garcia Arnaldo IV di Navailles, baroni di Navailles e Sault e della moglie, Béarnaise de Miramont; il contratto di matrimonio era stato stipulato tra il 1346 ed il 1350.
Ruggero Bernardo da Gerarde ebbe tre figli:
- Isabella (prima del 1361 - 1428), Viscontessa di Castelbon e contessa di Foix[9];
- Ruggero Bernardo (dopo il 1362 - ?), morto giovane
- Matteo (dopo il 1363 - 1398), Visconte di Castelbon e conte di Foix[9].

### Fonti primarie
- (LA)  Recueil des historiens des Gaules et de la France. Tome 20.
- (LA)  Annales Londonienses.
- (FR)  Histoire généalogique et chronologique de la maison royale de France, tomus III.

### Letteratura storiografica
- (CA, FR)  Chroniques romanes des comtes de Foix.